# Jodel Dossou
Pour les articles homonymes, voir Dossou.
Jodel Dossou, né le 17 mars 1992, est un footballeur international béninois qui évolue au poste d'ailier droit au FC Victoria Rosport.

## Biographie

### Carrière en club
Le 15 août 2020, il s'engage avec le Clermont Foot 63 qui évolue en Ligue 2,. Le 12 septembre, Il marque son premier but sous les couleurs auvergnates face à l'AJ Auxerre, donnant ainsi la victoire à son équipe.
Lors de cette saison 2020-2021 il contribue à la montée historique du club en première division, le Clermont Foot accédant pour la première fois de son histoire à l'élite du football français.
Il découvre la Ligue 1 lors de la saison 2021-2022, étant titularisé dès la première journée face aux Girondins de Bordeaux, le 8 août 2021. Dossou se fait remarquer ce jour-là en inscrivant également son premier but dans l'élite, participant ainsi à la première victoire de Clermont en Ligue 1 (0-2 score final).
Le 24 janvier 2023, il s'engage pour le FC Sochaux-Montbéliard, signant un contrat jusqu'en juin 2025

## Statistiques

### Statistiques détaillées
| Saison                | Club                              | Championnat           | Championnat | Championnat | Championnat | Coupe(s) nationale(s) | Coupe(s) nationale(s) | Coupe(s) nationale(s) | Compétition(s) continentale(s) | Compétition(s) continentale(s) | Compétition(s) continentale(s) | Compétition(s) continentale(s) | Total | Total | Total |
| Saison                | Club                              | Division              | M.          | B.          | P.d.        | M.                    | B.                    | P.d.                  | Comp.                          | M.                             | B.                             | P.d.                           | M.    | B.    | P.d.  |
| 2012-2013             | Club africain                     | Ligue 1               | 3           | 1           | 0           | -                     | -                     | -                     | -                              | -                              | -                              | -                              | 3     | 1     | 0     |
| 2013-2014             | FC Liefering                      | Erste Liga            | 8           | 2           | 1           | -                     | -                     | -                     | -                              | -                              | -                              | -                              | 8     | 2     | 1     |
| 2015-2016             | Austria Lustenau                  | Erste Liga            | 29          | 5           | 1           | -                     | -                     | -                     | -                              | -                              | -                              | -                              | 29    | 5     | 1     |
| 2016-2017             | Austria Lustenau                  | Erste Liga            | 32          | 2           | 3           | 2                     | 0                     | 0                     | -                              | -                              | -                              | -                              | 34    | 2     | 3     |
| 2017-2018             | Austria Lustenau                  | Erste Liga            | 28          | 7           | 7           | 1                     | 0                     | 0                     | -                              | -                              | -                              | -                              | 29    | 7     | 7     |
| Sous-total            | Sous-total                        | Sous-total            | 89          | 14          | 11          | 3                     | 0                     | 0                     | -                              | -                              | -                              | -                              | 92    | 14    | 11    |
| 2018-2019             | FC Vaduz                          | Challenge League      | 34          | 9           | 5           | 2                     | 1                     | 0                     | C3                             | 4                              | 1                              | 2                              | 40    | 11    | 7     |
| 2019-2020             | TSV Hartberg                      | Bundesliga            | 31          | 7           | 5           | -                     | -                     | -                     | -                              | -                              | -                              | -                              | 31    | 7     | 5     |
| 2020-2021             | Clermont Foot                     | Ligue 2               | 37          | 12          | 2           | 1                     | 0                     | 0                     | -                              | -                              | -                              | -                              | 38    | 12    | 2     |
| 2021-2022             | Clermont Foot                     | Ligue 1               | 37          | 3           | 1           | -                     | -                     | -                     | -                              | -                              | -                              | -                              | 37    | 3     | 1     |
| 2022-2023             | Clermont Foot                     | Ligue 1               | 10          | 3           | 1           | -                     | -                     | -                     | -                              | -                              | -                              | -                              | 10    | 3     | 1     |
| 2023-                 | Football Club Sochaux-Montbéliard | Ligue 2               | 3           | 2           | 1           | -                     | -                     | -                     | -                              | -                              | -                              | -                              | 3     | 2     | 1     |
| Sous-total            | Sous-total                        | Sous-total            | 39          | 13          | 2           | 1                     | 0                     | 0                     | -                              | -                              | -                              | -                              | 40    | 13    | 2     |
| Total sur la carrière | Total sur la carrière             | Total sur la carrière | 204         | 46          | 24          | 6                     | 1                     | 0                     | -                              | 4                              | 1                              | 2                              | 214   | 48    | 26    |